# Kartal
Kartal é um distrito de Istambul, na Turquia, localizado na parte asiática da cidade, na costa do mar de Mármara, entre Maltepe e Pendik. Apesar de encontrar-se próximo do centro da cidade, Kartal conta com população de 426 748 (2008). A superfície total é de 38,54 km², incluindo algumas zonas no interior. Limita ao oeste com Maltepe, ao norte com Sancaktepe, ao nordeste com Sultanbeyli e ao leste com Pendik.
Durante o período bizantino o local chamava-se Cartalime (Kartalimen).